# Svaneke Fyr
Svaneke Fyr er et fyrtårn på Sandkås Odde ved Svaneke på østsiden af Bornholm.
Fyret er firkantet og opført i sandsten. Opførelsen varede fra 1918 til 1920.
Fyret kan lejes til private og erhvervsmæssige formål.

## Monument
- Skovgade 30, 3740 Svaneke, Bornholm
- BBR-nummer: 400-128804-1.